# Антофагаста
Антофагаста (шп. Antofagasta) је општина у Чилеу. Важна је лука на северу Чилеа.Центар је истоимене провинције и региона. По подацима са пописа из 2002. године број становника у месту је био 285.255.
Име Антофагаста вероватно потиче из језика кечуа и значи Село на великом пољу шалитре.
Град се налази у области пустиње Атакама уз обалу Пацифика. Удаљеност од престонице Чилеа, Сантјага, је 1400 km.
Клима у Антофагасти је сува, али пријатна, осим лети када је веома вруће.

## Историја
Град Антофагаста је основан у 1868. као лука за новоткривене руднике сребра у близини. Прво име града било је Беле стене (Peñas Blancas). Град је припадао Боливији до 14. фебруара 1879, када га је окупирала војска Чилеа. Овај догађај је означио почетак Пацифичког рата.
Као рударски град, Антофагаста је привлачила имигранте. Највеће имигрантске заједнице су грчка и хрватска.

## Привреда
Градска лука је важна за извоз чилеанских сировина, као што су шалитра, бакар и нитрати. Индустријска зона (Ciudad Empresarial La Negra) има површину од 24 km² и налази се 20 километара изван града. Антофагаста је центар рударског региона, а у индустријској зони постоје погони прераде бакарне руде и челичана.

## Демографија
| 2002.   |
| ------- |
| 285.255 |

## Партнерски градови
- Сплит
- Ковалис
- Тунглинг
- Волос
- Амбато